# Zippasna
Zippasna (Zippašna) va ser una ciutat estat del nord de Síria, que cap a la meitat del segle xvii aC Hattusilis I, rei dels hitites va atacar i destruir, després de conquerir el regne i la ciutat de Tawanaga, que devia ser propera. En la mateixa campanya va destruir també la ciutat de Hahha. El rei hitita va oferir el botí de Zippasna a Arinnitti, la deessa solar d'Arinna. Una carta en accadi sobre aquests fets, que s'ha conservat, diu que el botí aconseguit va ser molt important.